# Brunella
A Brunella női név a Brúnó női párja, jelentése: barna.

## Gyakorisága
Az újszülötteknek az 1990-es években nem lehetett anyakönyvezni. A 2000-es és a 2010-es években sem szerepelt a 100 leggyakrabban adott női név között.
A teljes népességre vonatkozóan a Brunella sem a 2000-es, sem a 2010-es években nem szerepelt a 100 leggyakrabban viselt női név között.

## Névnapok
október 6., október 11.

## Híres Brunellák
- Brunella Bovo, olasz színésznő